# Segona cascada del Nil
La segona cascada del Nil era la segona de les cascades del riu Nil que es trobava remuntant-lo des d'Egipte en direcció sud. Estava situada en territori del Sudan, al sud d'Abu Simbel, a poc més de 50 km al sud de l'actual línia fronterera. Després de la construcció de la presa d'Assuan, la cascada va desaparèixer dins el llac Nasser (1964).
Molt a prop de la cascada, els egipcis van construir en l'Imperi Antic (probablement durant la Tercera dinastia), un establiment comercial. Abandonada més tard, abans del 1900 aC es va reocupar i s'hi va bastir la fortalesa de Buhen, que es va refer el 1860 aC i es va convertir en capital de la part de Núbia sota administració egípcia (vers 1900-1700 aC). La segona cascada va marcar la frontera entre Egipte i Núbia durant l'Imperi Mitjà. La posició egípcia més meridional hi era Semna, a uns 50 km al sud de la cascada.